# Stern über Bethlehem
Stern über Bethlehem ist ein geistliches Weihnachtslied von Alfred Hans Zoller, 1964 geschrieben, welches das biblische Motiv des Sterns von Betlehem aufgreift.

## Entstehung und Rezeption

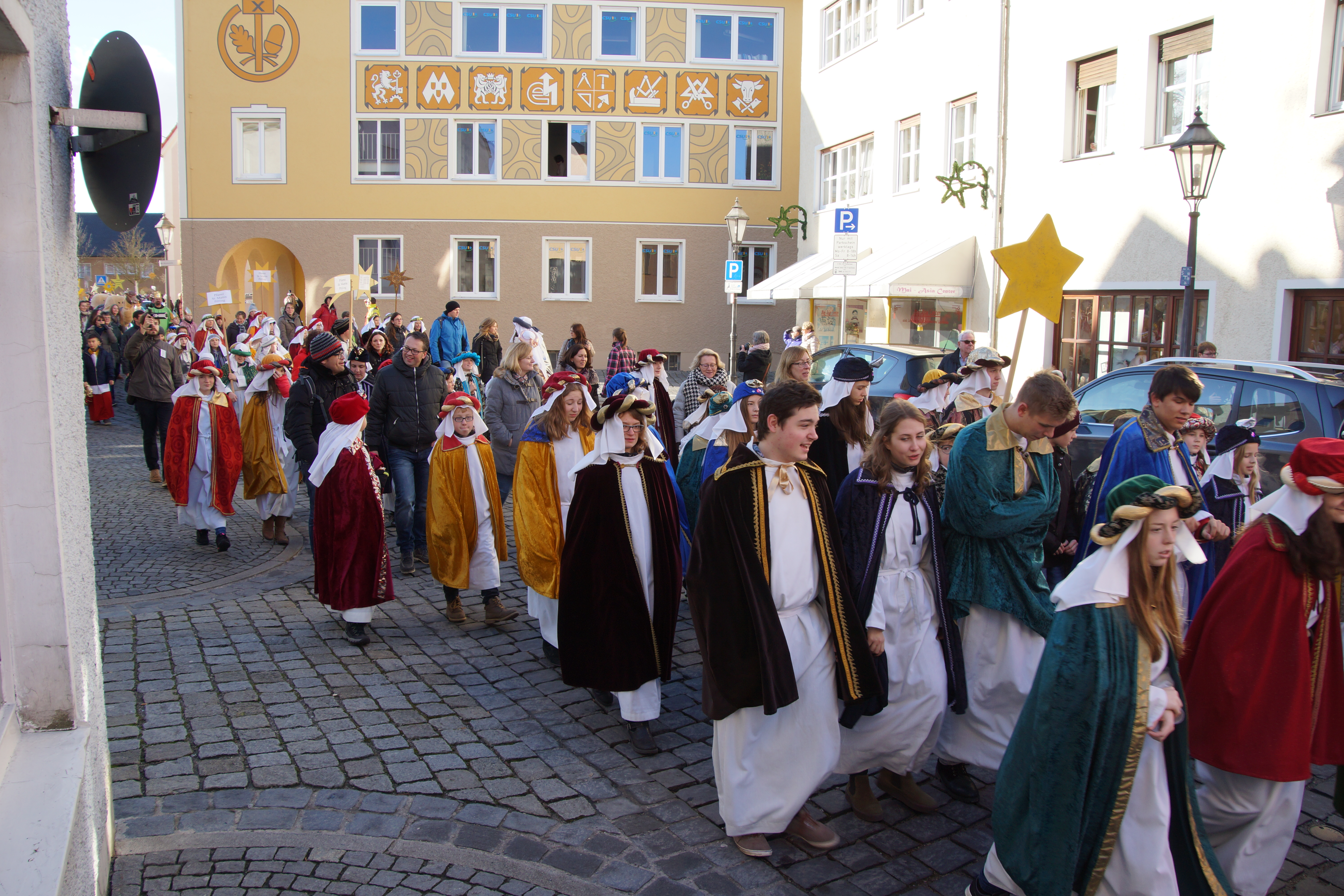
Das Lied gehört bei den Sternsingern in der Zeit nach Weihnachten an vielen Orten zum Repertoire

Das Lied Stern über Bethlehem gehört zu den beliebten Weihnachts- und Sternsinger-Liedern in Deutschland. Alfred Hans Zoller komponierte es 1964 im Kontext seiner Chorarbeit in Reutti bei Neu-Ulm. Das Lied gehört zur Gattung des Neuen Geistlichen Liedes.
Aufgrund seiner Popularität im Bereich kirchlicher Kinder- und Jugendchöre fand es Eingang in die landeskirchlichen Regionalteile des Evangelischen Gesangbuchs (EG) von
Baden/Elsaß/Lothringen (Nr. 551), Bayern/Thüringen (Nr. 545), Hessen-Nassau und Kurhessen-Waldeck (Nr. 542), Niedersachsen/Bremen und Oldenburg (Nr. 544), Pfalz (Nr. 551), Reformierte Kirche und Rheinland/Westfalen/Lippe (Nr. 546) sowie Württemberg (Nr. 540). Im 2013 erschienenen katholischen Gesangbuch Gotteslob wurde es in den Stammteil (Nr. 261) aufgenommen, nachdem es im Vorgängerbuch Gotteslob (1975) nur in verschiedenen Diözesananhängen zu finden war (u. a. Bistum Limburg Nr. 814, Bistum Würzburg Nr. 955, „Aachener Anhang“ Nr. 005). Im Mennonitischen Gesangbuch ist es unter der Nr. 265 vertreten. Verschiedene Chor- oder Liederbücher wie beispielsweise das Cantate II, herausgegeben von der Werkstatt Neues Geistliches Lied Bamberg, führen es in ihren Weihnachtsrubriken.

## Inhalt und Form
Die vier Strophen beschreiben den Weg der Weisen, den sie durch das Geleit des Sternes gehen:
I. Der Stern über Bethlehem wird zunächst direkt angesprochen, den Weg zur Krippe nach Bethlehem zu führen: „Leuchte du uns voran, bis wir dort sind“. Hier wird ein biblisches Motiv aus dem Matthäusevangelium aufgegriffen: „Und siehe, der Stern, den sie hatten aufgehen sehen, ging vor ihnen her, bis er über dem Ort stand, wo das Kindlein war“.
II. In der zweiten Strophe bleibt der Stern über Bethlehem stehen und „lässt uns alle das Wunder hier sehn“.
III. Es folgt der Dank an den Stern: „Du hast uns hergeführt, wir danken dir“.
IV. In der letzten Strophe erfolgt die Rückkehr. Der Stern soll auch zuhause weiterscheinen.
Die vier vierzeiligen Strophen des Liedes sind geprägt durch den Paarreim. In jeder Strophe taucht die „Wir-Form“ auf, was auf Gemeinschaft hinweist.

## Melodie
Als Melodiematerial hat sich Alfred Zoller die pentatonische Tonleiter herausgesucht. Sie wird gerne im Kinderlied und in der Volksmusik verwendet. Auch für Blues und Jazz ist sie grundlegend. Ihr Kennzeichen ist das Fehlen von Halbtönen, was insgesamt einen schwebenden und offenen Charakter ergibt. So eignet sich das Lied „für Kinder ab etwa dem 5. Lebensjahr (Kindergarten)“.

## Bearbeitungen
Der Komponist Ansgar Kreutz erhielt vom Originalverlag eine Bearbeitungsgenehmigung, so dass das Lied 2006 von Kreutz für Chor und Begleitung bearbeitet werden konnte. Das Arrangement ist in vier Versionen aufführbar: Chor und Tasteninstrument, Chor und Band, Chor und Orchester sowie Chor und Blasorchester.
Eine weitere Bearbeitung liegt von Thomas Jörg Frank vor. Von ihm stammt die Sternenfantasie über das Lied "Stern über Bethlehem".

## Coverversion
Die Melodie wurde 2004 im englischsprachigen Lied mit dem Titel She von Groove Coverage verwendet.